# براينت (داكوتا الجنوبية)
براينت (بالإنجليزية: Bryant, South Dakota)‏ هي مدينة تقع في الولايات المتحدة في مقاطعة هاملين، داكوتا الجنوبية. يقدر عدد سكانها بـ 456 نسمة ومساحتها 1.35 كم2 وترتفع عن سطح البحر 564 متر.

## التركيبة السكانية
قام مكتب تعداد الولايات المتحدة بتحديد بيانات التركيبة السكانية لبراينت في تعداد الولايات المتحدة. في ما يلي، التركيبة السكانية حسب تعدادي 2000 و2010.

### تعداد عام 2000
بلغ عدد سكان براينت 396 نسمة بحسب تعداد عام 2000، وبلغ عدد الأسر 172 أسرة وعدد العائلات 94 عائلة مقيمة في المدينة. في حين سجلت الكثافة السكانية 749.7 نسمة لكل ميل مربع (289.5/كم2). وبلغ عدد الوحدات السكنية 204 وحدة بمتوسط كثافة قدره 386.2 نسمة لكل ميل مربع (149.1/كم2).
وتوزع التركيب العرقي للمدينة بنسبة 99.75% من البيض و 0.25% من الأمريكيين الأفارقة.
بلغ عدد الأسر 172 أسرة كانت نسبة 26.7% منها لديها أطفال تحت سن الثامنة عشر تعيش معهم، وبلغت نسبة الأزواج القاطنين مع بعضهم البعض 47.1% من أصل المجموع الكلي للأسر، ونسبة 6.4% من الأسر كان لديها معيلات من الإناث دون وجود شريك، وكانت نسبة 44.8% من غير العائلات. تألفت نسبة 41.3% من أصل جميع الأسر من أفراد ونسبة 27.3% كانوا يعيش معهم شخص وحيد يبلغ من العمر 65 عاماً فما فوق. وبلغ متوسط حجم الأسرة المعيشية 3.24، أما متوسط حجم العائلات فبلغ 2.30.
بلغ العمر الوسطي للسكان 40 عاماً. وكانت نسبة 27.5% من القاطنين تحت سن الثامنة عشر، وكانت نسبة 9.1% بين الثامنة عشر والأربعة وعشرون عاماً، ونسبة 21.7% كانت واقعةً في الفئة العمرية ما بين الخامسة والعشرون حتى والأربعة وأربعون عاماً، ونسبة 15.4% كانت ما بين الخامسة والأربعون حتى الرابعة والستون، ونسبة 26.3% كانت ضمن فئة الخامسة والستون عاماً فما فوق. يوجد لكل 100 أنثى 91.3 ذكر، ويوجد لكل 100 أنثى في الثامنة عشر من عمرها فما فوق 88.8 ذكر.
بلغ متوسط دخل الأسرة في المدينة 21,719 دولار، أما متوسط دخل العائلة فبلغ 33,393 دولار. وكان متوسط دخل الذكور 25,208 دولار مقابل 21,250 دولار للإناث. وسجل دخل الفرد الخاص بالمدينة 13,989 دولار. وكانت نسبة 5.7% من العائلات ونسبة 9.4% من السكان تحت خط الفقر، وكان من هؤلاء نسبة 8.8% تحت سن الثامنة عشر ونسبة 8.7% في الخامسة والستين من العمر وما فوق.

### تعداد عام 2010
بلغ عدد سكان براينت 456 نسمة بحسب تعداد عام 2010، وبلغ عدد الأسر 167 أسرة وعدد العائلات 106 عائلة مقيمة في المدينة. في حين سجلت الكثافة السكانية 876.9 نسمة لكل ميل مربع (338.6/كم2). وبلغ عدد الوحدات السكنية 196 وحدة بمتوسط كثافة قدره 376.9 لكل ميل مربع (145.5/كم2).
وتوزع التركيب العرقي للمدينة بنسبة 99.6% من البيض.
بلغ عدد الأسر 167 أسرة كانت نسبة 29.3% منها لديها أطفال تحت سن الثامنة عشر تعيش معهم، وبلغت نسبة الأزواج القاطنين مع بعضهم البعض 52.7% من أصل المجموع الكلي للأسر، ونسبة 7.2% من الأسر كان لديها معيلات من الإناث دون وجود شريك، بينما كانت نسبة 3.6% من الأسر لديها معيلون من الذكور دون وجود شريكة وكانت نسبة 36.5% من غير العائلات. تألفت نسبة 34.1% من أصل جميع الأسر من أفراد ونسبة 22.8% كانوا يعيش معهم شخص وحيد يبلغ من العمر 65 عاماً فما فوق. وبلغ متوسط حجم الأسرة المعيشية 3.28، أما متوسط حجم العائلات فبلغ 2.51.
بلغ العمر الوسطي للسكان 34.7 عاماً. وكانت نسبة 30% من القاطنين تحت سن الثامنة عشر، وكانت نسبة 7.3% بين الثامنة عشر والأربعة وعشرون عاماً، ونسبة 19.1% كانت واقعةً في الفئة العمرية ما بين الخامسة والعشرون حتى والأربعة وأربعون عاماً، ونسبة 19.1% كانت ما بين الخامسة والأربعون حتى الرابعة والستون، ونسبة 24.6% كانت ضمن فئة الخامسة والستون عاماً فما فوق. وتوزع التركيب الجنسي للسكان بنسبة 48.9% ذكور و51.1% إناث.